# Llinares
Llinares – miejscowość w Hiszpanii, parafia w Asturii, w gminie Samartín del Rei Aureliu.
Według danych INE z 2005 roku miejscowość zamieszkiwało 9391 osób. Powierzchnia miejscowości to 10,68 km². Największa spośród wsi wchodzących w skład parafii to L'Entregu, w której żyje 7336 ludzi.